# كيم رينولدز
السياسية الأمريكية كيمبرلي كاي رينولدز (اسمها عند الولادة سترون، من مواليد 4 أغسطس عام 1959)، تشغل كيمبرلي حاليًا منصب الحاكم الثالث والأربعين لولاية آيوا منذ عام 2017. وهي عضو في الحزب الجمهوري، وأول حاكمة لولاية آيوا. شغلت رينولدز سابقًا منصب النائب السادس والأربعين لحاكم ولاية آيوا منذ عام 2011 وحتى عام 2017. شغلت أيضًا منصب أمين خزينة مقاطعة كلارك لأربع ولايات قبل انتخابها نائبًا للحاكم، ثم خدمت في مجلس شيوخ ولاية آيوا في الفترة الممتدة من 2009 وحتى 2011. أصبحت رينولدز حاكمة ولاية آيوا في مايو عام 2017، عندما استقال الحاكم السابق تيري برانستاد ليصبح سفير الولايات المتحدة لدى الصين. وقّعت رينولدز في مايو 2018 مشروع قانون لبرامج تقليص استخدام الطاقة، ومشروع قانون أشارت إليه دورية دي موين بأنه قانون "«حظر الإجهاض الأشد صرامةً في البلاد». فازت رينولدز بولاية كاملة للحكم في انتخابات عام 2018.

## نشأتها والتعليم والأسرة
وُلدت كيمبرلي كاي رينولدز (اسمها عند الولادة سترون ) في مدينة سانت تشارلز في ولاية آيوا. التحقت بالمدرسة الثانوية في المنطقة التعليمية لمقاطعة إنترستيت 35 وتخرجت عام 1977.
التحقت سترون بجامعة شمال غرب ميسوري الحكومية، وحضرت صفوفًا في مجال الأعمال وعلوم المستهلكين ومبيعات الملابس وتصميمها بين عامي (1977 - 1980)، ودرست لاحقًا في كلية المجتمع الجنوب شرقية في أواخر ثمانينيات القرن العشرين، ثم أخذت دروسًا في المحاسبة في نفس الكلية بين عامي (1992 -  1995). إلا أنها لم تحصل على أي شهادة من هذه المؤسسات. حازت رينولدز في عام 2016 على درجة البكالوريوس في الدراسات الليبرالية من جامعة ولاية آيوا.
اتُهمت رينولدز بالقيادة تحت تأثير الكحول (DUI) مرتين، المرة الأولى في عام 1999 والثانية في عام 2000، إذ وُجه الاتهام إليها بشكل أساسي في قضية عام 2000 باعتبارها جريمة «عمل تحت تأثير الكحول» (OWI) من الدرجة الثانية، ولكنها خُفضت في النهاية إلى جريمة «عمل تحت تأثير الكحول» من الدرجة الأولى. حُكم على رينولدز بدفع غرامة قدرها 1500 دولار و12 شهرًا من إطلاق سراح مشروط غير رسمي. ذكرت رينولدز في عام 2017 أنها سعت لعلاج مرضى إدمان الكحول الُمقيمين في المستشفيات، وذلك بعد اعتقالها الثاني، الذي زامن إقلاعها عن الكحول لمدة 17 عامًا.
تزوجت رينولدز من كيفن رينولدز في عام 1982، وامتلكت بحلول عام 2018 ثلاث فتيات (جينيفر ونيكول وجيسيكا)، وتسعة أحفاد.

## مجلس شيوخ ولاية آيوا
خدمت رينولدز أربعة ولايات بمنصب أمينة خزينة مقاطعة كلارك قبل انتخابها في 4 نوفمبر عام 2008 لتمثيل الدائرة 48 في مجلس شيوخ ولاية آيوا، إذ هزمت روث سميث (دي) ورودني شميت (إل). كانت عضوًا في مجلس الشيوخ ضمن خمس لجان: لجنة النمو الاقتصادي، ولجنة البيئة والاكتفاء الذاتي الطاقة، ولجنة الحكومة المحلية (عضو رفيع المستوى)، ولجنة إعادة بناء آيوا، ولجنة النقل، واللجنة الفرعية للمخصصات (اللجنة الفرعية لمخصصات التنمية الاقتصادية). أيدت رينولدز في عام 2010 منع زواج المثليين في آيوا.

## التاريخ الانتخابي

### تاريخ مجلس شيوخ ولاية آيوا
الانتخاب الأولي لعام 2008
| انتخابات مجلس شيوخ ولاية آيوا الأولية في الدائرة 48 لعام 2008 |             |         |       |   |
| الحزب                                                         | المُرشح      | الأصوات | %     | ± |
| جمهوري                                                        | كيم رينولدز | 2,487   | 61.77 |   |
| جمهوري                                                        | جيم باركر   | 1,539   | 38.23 |   |

الانتخابات العامة لعام 2008
| انتخابات مجلس شيوخ ولاية آيوا العامة في الدائرة 48 لعام 2008 |             |         |       |   |
| الحزب                                                        | المُرشح      | الأصوات | %     | ± |
| جمهوري                                                       | كيم رينولدز | 14,274  | 52.97 |   |
| ديمقراطي                                                     | روث سميث    | 11,653  | 43.24 |   |
| مستقل                                                        | رودني شميت  | 1,021   | 3.79  |   |

### انتخابات الحُكام
2010
| انتخابات حُكام آيوا لعام 2010 |                            |                                           |            |       |       |
|                              |                            |                                           |            |       |       |
| الحزب                        | الحزب                      | المُرشح                                    | الأصوات    | %     | ±     |
|                              | جمهوري                     | تيري برانستاد / كيم رينولدز               | 592,494    | 52.8% | +8.2  |
|                              | ديمقراطي                   | تشيت كولفير (الحاكم) / باتي جادج (الحاكم) | 484,798    | 43.2% | -10.8 |
|                              | حزب آيوا                   | جوناثون ناغسيس / ريتشارد مارلار           | 20,859     | 1.9%  | n/a   |
|                              | الحزب الليبرالي            | إيريك كوبر / نِك وليثا                     | 14,398     | 1.3%  | +0.7  |
|                              | حزب مستقل                  | غريغوري هيوز / روبن بريور كاليف           | 3,884      | 0.4%  | n/a   |
|                              | حزب العمال الاشتراكيين     | ديفيد روزنفيلد / هيلين ماييرز             | 2,757      | 0.3%  | +.05  |
|                              | الاقتراع                   | المجموع                                   | 2,823      | 0.3%  | n/a   |
| الأكثرية                     | الأكثرية                   | الأكثرية                                  | 108,238    |       |       |
| عدد الناخبين                 | عدد الناخبين               | عدد الناخبين                              | 1,133,430  |       |       |
|                              | الجمهوريين ضد الديمقراطيين | الجمهوريين ضد الديمقراطيين                | حالة تذبذب |       |       |

2014
| انتخابات حُكام آيوا لعام 2014 |                    |                                               |           |        |        |
| الحزب                        | الحزب              | المُرشح                                        | الأصوات   | %      | ±      |
|                              | جُمهوري             | تيري برانستاد (الحاكم) / كيم رينولدز (الحاكم) | 666,032   | 58.99% | +6.18% |
|                              | ديمقراطي           | جاك هاتش / مونيكا فيرنون                      | 420,787   | 37.27% | -5.94% |
|                              | الحزب الليبرالي    | لي ديكينز هايب / تيم واتسون                   | 20,321    | 1.80%  | +0.52% |
|                              | حزب مستقل          | جيم هينّاغار / ماري مرغريت غريغ                | 10,582    | 0.94%  | N/A    |
|                              | حزب آيوا           | جوناثان أر. نارسيس / مايكل إل. ريتشاردز       | 10,240    | 0.91%  | -0.95% |
|                              | المجموع            | الاقتراع                                      | 1,095     | 0.09%  | -0.16% |
| عدد الأصوات الكلي            | عدد الأصوات الكلي  | عدد الأصوات الكلي                             | 1,129,057 | 100.0% | N/A    |
|                              | حكم الحزب الجمهوري |                                               |           |        |        |

2018
ذكرت رينولدز في يونيو عام 2017 أنها ستسعى للحصول على فترة حكم كاملة في ولاية آيوا في انتخابات عام 2018.
أثار قرار رينولدز الذي أكد على مُشاركة النائب ستيف كينغ في حملتها الانتخابية، جدالًا سياسيًا، إذ كان لكينغ تاريخ من التعليقات التي وصُفت بأنها عنصرية. كتبت هيئة تحرير دورية  دي موين: «احتفظت كيم رينولدز به رئيسًا مشاركًا في حملتها، بينما أعربت في الخفاء بصورة متزايدة عن عدم موافقتها على تطرفه الأيديولوجي». أثنت رينولدز على كينغ سابقًا، قائلةً: كان «مدافعًا قويًا عن الحرية وقيمنا المحافظة». انتقدت رينولدز كينغ بعد يوم الانتخابات وقالت إنه بحاجة إلى تغيير نهجه.
فازت رينولدز بترشيح الحزب الجمهوري لمنصب الحاكم، إذ هزمت الديموقراطي فريد هوبيل والليبرتاري الأمريكي جيك بورتر في الانتخابات العامة في 6 نوفمبر 2018. صنعت رينولدز التاريخ كأول امرأة منتخبة لمنصب حاكمة ولاية آيوا. في حين أظهرت النتائج تقارب نسبة الأصوات مع هوبيل، إذ تمكنت من هزيمته بفارق أصوات ضئيل (50.3% -47.5%).
| انتخابات حُكام آيوا لعام 2018 |                    |                                 |           |        |         |
| الحزب                        | الحزب              | المُرشح                          | الأصوات   | %      | ±       |
|                              | جُمهوري             | كيم رينولدز (الحاكم) / آدم غريغ | 667,275   | 50.26% | -8.73%  |
|                              | ديمقراطي           | فريد هوبيل / ريتا أر هارت       | 630,986   | 47.53% | +10.26% |
|                              | الحزب الليبرالي    | جيك بورتر / لين جينتري          | 21,426    | 1.61%  | -0.19%  |
|                              | حزب مستقل          | غاري سيغوورث / ناتالي بلاكوفيتش | 7,463     | 0.56%  | N/A     |
|                              | المجموع            | الاقتراع                        | 488       | 0.04%  | -0.05%  |
| عدد الأصوات الكلي            | عدد الأصوات الكلي  | عدد الأصوات الكلي               | 1,327,638 | 100.0% | N/A     |
|                              | حكم الحزب الجمهوري |                                 |           |        |         |